# InterCom
InterCom Zrt — це угорська компанія, що була заснована в 1989 році та займається дистрибуцією фільмів у кінотеатрах, на VHS, DVD, Blu-ray та VOD-платформах.
Більшість із стрічок є продукцією, імпортованою за іноземними ліцензіями, як-от фільми, зняті кіностудіями Sony Pictures, Columbia Pictures, 20th Century Studios, Warner Bros. Pictures та Buena Vista Disney і Touchstone Pictures.
Крім голлівудських студій, компанія співпрацює з кількома американськими та європейськими незалежними компаніями, такими як SpyGlass Entertainment, канадська Alliance Atlantis або французька EuropaCorp.
У сферу діяльності також входить торгівля правами на телевізійні фільми

## Історія
- 1989 — Заснування
- 1992 — Дистрибуція фільмів на VHS. Компанія розповсуюджувала 100 фільмів на рік
- 1994 — Початок публічних, комераційних прокатів.
- 1996 — В листопаді компанія відкриває свій перший багатозальний кінотеатр в будапештському Duna Plaza.
- 1998 — Участь компанії в розповсюдженні на DVD.